# Rapè

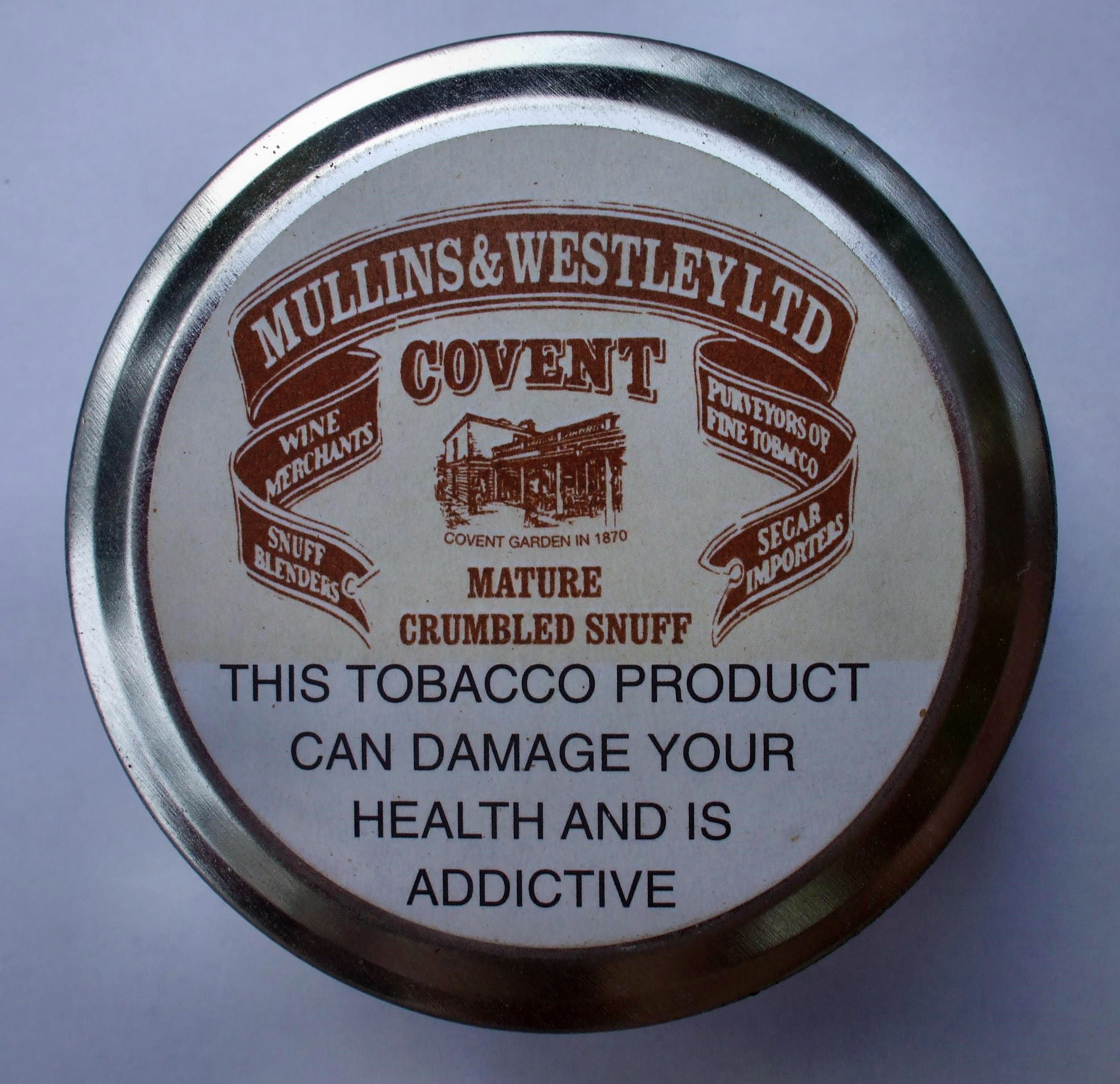
Rapè britànic.

El  rapè  és un preparat de tabac molt i habitualment aromatitzat disposat per ser consumit per via nasal. La paraula prové del francès râpé, que significa "ratllat". Actualment es comercialitza sota el nom de "tabac d'aspirar".

## Història
Com la major part de les formes de consum de tabac, la inhalació de rapè prové de l'Amèrica precolombina. Les primeres descripcions d'aquesta pràctica consten en el segon viatge antillà de Colom (1493-1496) i van ser recollides pel religiós fra Ramon Pané:
| « | Quan algun està malalt, el porten al buhuitihu, que és el metge; aquest és obligat a guardar dieta, el mateix que el sofrent, i a posar cara de malalt, això es fa així pel que ara sabreu. Cal que el metge es purgui també com el malalt, i per purgar-se pren certes pólvores anomenades cohoba, aspirant-les pel nas, que els embriaga de tal manera que després no saben el que es fan, i així diuen moltes coses fora de judici, afirmant que parlen amb els cemís, i que aquests els diuen d'on prové la malaltia. | » |

El 1561 l'ambaixador francès a Lisboa, Jean Nicot, va enviar rapè a Caterina de Mèdici, esposa del rei Enric II de França, com a tractament medicinal per les migranyes patides pel seu fill, el que va portar a la popularització d'aquest com a remei medicinal entre les elits. Arribats a aquest punt, el rapè començà a ser consumit a Europa entre els grups més benestants, doncs el tabac, en tots els seus formats, es tractava llavors d'un bé de luxe. Va ser durant el segle xviii quan el rapè es va convertir en una moda estesa entre els cercles aristocràtics europeus.
La tabaquera de rapè, primorosa i artísticament decorada, objecte de museu per excel·lència, ha quedat lligada, com a complement habitual, a la imatge de l'aristòcrata de segle xviii.

## Dependència
El rapè està fet de tabac, derivat de la planta Nicotiana tabacum, que després de ser processada serveix per fumar, xuclar o mastegar, en forma de cigars, pastilles, cigarrets, rapè i altres productes. La planta de tabac conté nicotina, que pot produir dependència al consumidor de rapè.